# Herbert Dwight Kelleher
Herbert David Kelleher, detto Herb (Camden, 12 marzo 1931 – Dallas, 3 gennaio 2019), è stato un dirigente d'azienda statunitense, cofondatore e presidente del consiglio di amministrazione della Southwest Airlines.

## Studi e carriera
Kelleher nacque a Trenton (New Jersey) il 12 marzo 1931 e crebbe a Audubon (New Jersey), dove si diplomò alla Haddon Heights High School. Si laureò (bachelor) alla  Wesleyan University con una borsa di studio Olin, con major in lingua inglese e minor in filosofia, e ottenne un Juris Doctor alla New York University School of Law dove aveva una borsa di studio del programma Root-Tilden Scholar. A Wesleyan fu un membro della fraternità  Delta Kappa Epsilon. Si sposò con Joan Negley da cui ebbe quattro figli.

## Carriera
I Kelleher si trasferirono nel Texas con lo scopo di fondare uno studio legale. Insieme all'affarista texano Rolling King ideò il concetto di quella che sarebbe diventata la Southwest Airlines mentre si trovavano in un ristorante di San Antonio e schizzò l'idea su un tovagliolo del locale. Dalla sua nascita nel 1971 e dopo aver superato un anno di sfide legali da competitori che tentarono di bloccarla la Southwest ottenne il successo offrendo tariffe più basse ai clienti eliminando servizi non necessari ed evitando il sistema di programmazione hub-and-poke usato dalle altre linee aeree in favore dell'indirizzamento del traffico in aeroporti secondari come Albany, Chicago - Midway (invece di Chicago - O'Hare) e Orange County.
Alcune delle caratteristiche distintive della Southwest nei primi anni inclusero un sistema innovativo di turnaround di 10 minuti, hostess in hotpants e bottiglie di alcolici in omaggio con ogni biglietto. La Southwest non ha mai avuto  incidenti fatali in volo ed è consistentemente nominata tra le prime cinque "Most Ammired Corporations in America" nel sondaggio annuale della rivista Fortune. Kelleher fu nominato nella Junior Achievement U.S. Business Hall of Fame nel 2004.
Il 19 luglio 2007 la Southwest Airlines annunciò il previsto ritiro di Kelleher da ruolo di presidente l'anno successivo. Nel maggio 2008 rassegnò anche le dimissioni dal consiglio di direzione, sebbene rimase dipendente a tempo pieno per altri cinque anni. Gary C. Kelly venne nominato al suo posto come presidente del consiglio di direzione.
Nel luglio 2010  Kelleher fu nominato presidente del consiglio di direzione della  Federal Reserve Bank of Dallas per il 2011 e mantenne la carica fino al 2013. In precedenza aveva servito come vicepresidente.

## Riconoscimenti
- Tony Jannus Award per eccezionale capacità di leadership nell'aviazione commerciale, 1993.[9]
- Bower Award per Business Leadership, 2003.
- L. Welch Pogue Award for Lifetime Achievement in Aviation, 2005.
- Charles Lindbergh Award per Excellence in aviation, 2006. Smithsonian Air and Space Museum, Washington